# 長篠城駅
長篠城駅（ながしのじょうえき）は、愛知県新城市長篠字森下にある、東海旅客鉄道（JR東海）飯田線の駅である。
当駅は、豊橋駅（愛知県）と辰野駅（長野県）を結ぶJR飯田線の途中駅（中間駅）の一つである。新城市長篠地区に位置する。駅名は、駅付近に位置し、長篠の戦いに関連する城・長篠城にちなむ。

## 歴史
当駅を開設した鳳来寺鉄道は、現在のJR飯田線中南部に当たる大海 - 三河川合間を運営していた私鉄である。この区間開通は1923年（大正12年）のことだが、当駅はそれから1年遅れた翌1924年4月に開設された。当時は「長篠古城址駅」（ながしのこじょうしえき）という駅名を称した。
1943年8月、鳳来寺鉄道は買収・国有化されて国鉄飯田線が成立、それに伴って当駅も国鉄の駅となった。この国有化に伴い、現在の「長篠城駅」へ改称した。1971年（昭和46年）には開業時から行っていた貨物の取り扱いを終了し、旅客専用駅となって1987年4月の国鉄分割民営化を迎えてJR東海に移管された。

### 年表
- 1924年（大正13年）4月1日：鳳来寺鉄道の長篠古城址駅として新設[1]。
- 1943年（昭和18年）8月1日： 国有化、国鉄飯田線の駅に。同時に長篠城駅に改称[1]。
- 1962年（昭和37年）6月20日：車扱貨物取扱廃止[1]。
- 1971年（昭和46年）12月1日：小口扱貨物取扱を廃止し、貨物取扱廃止。荷物扱いも廃止[1]。同時に無人駅化[2]。
- 1987年（昭和62年）4月1日：国鉄分割民営化に伴い、JR東海が継承[1]。
- 1997年（平成9年）12月24日：駅舎改築[3]。
- 2025年（令和7年）3月15日：ICカード「TOICA」が利用可能となる[4][5]。

## 駅構造
単式ホーム1面1線を有する地上駅である。ホームは片側（ここでは南側）のみに線路が接している単式ホーム（片面ホーム）であり、上下列車双方ともこのホームを使用する。かつてはこのホームの反対側（南側）にさらに1面ホーム（上りホームに相当）があったが、ホーム跡は残るものの線路は撤去されている。
かつては木造駅舎が使用されていたが、城の櫓を模した駅舎に改築された。1971年以降無人駅（駅員無配置駅）であり、管理駅（駅長配置駅）である豊川駅の管理下に置かれている。

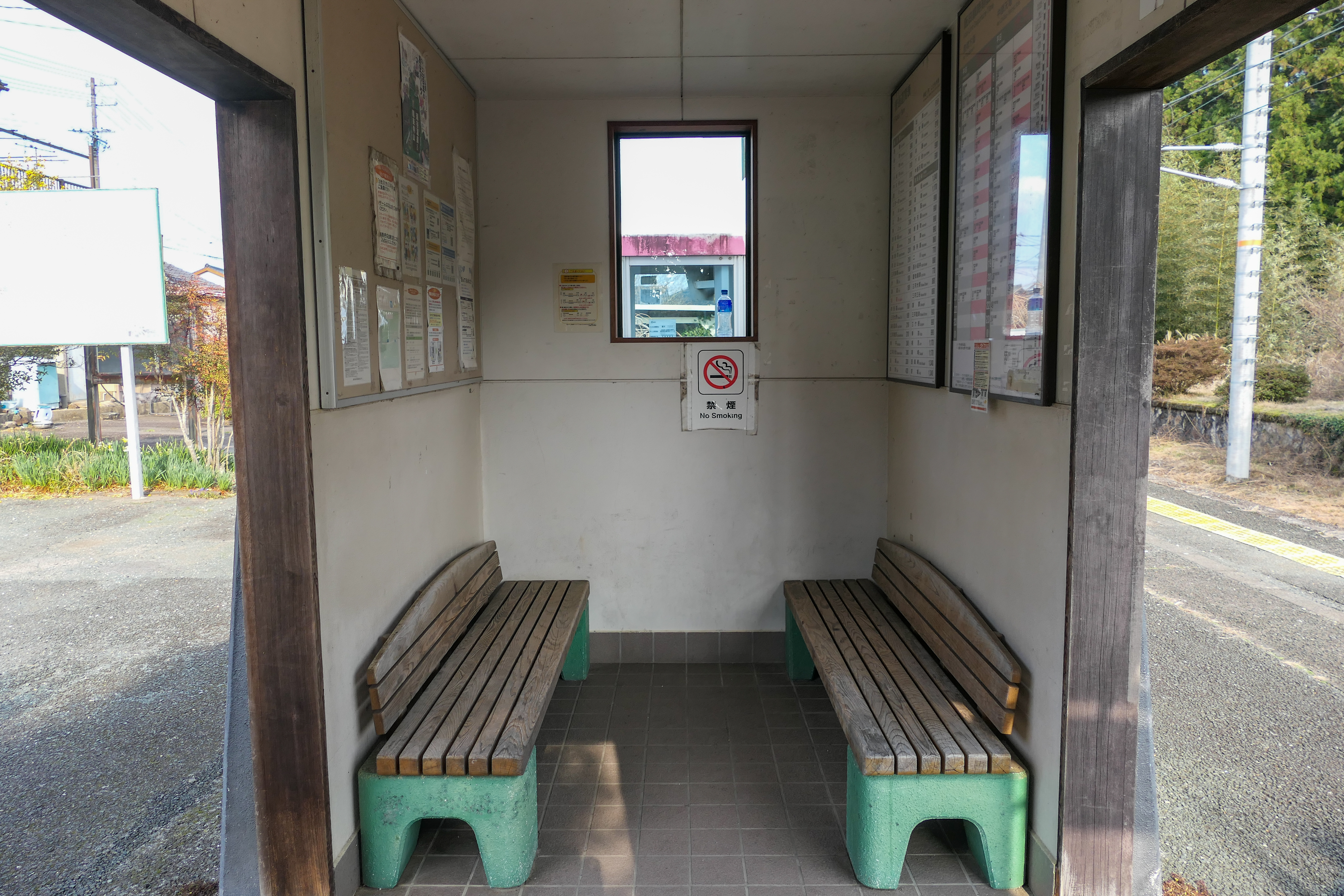
待合室（2024年3月）
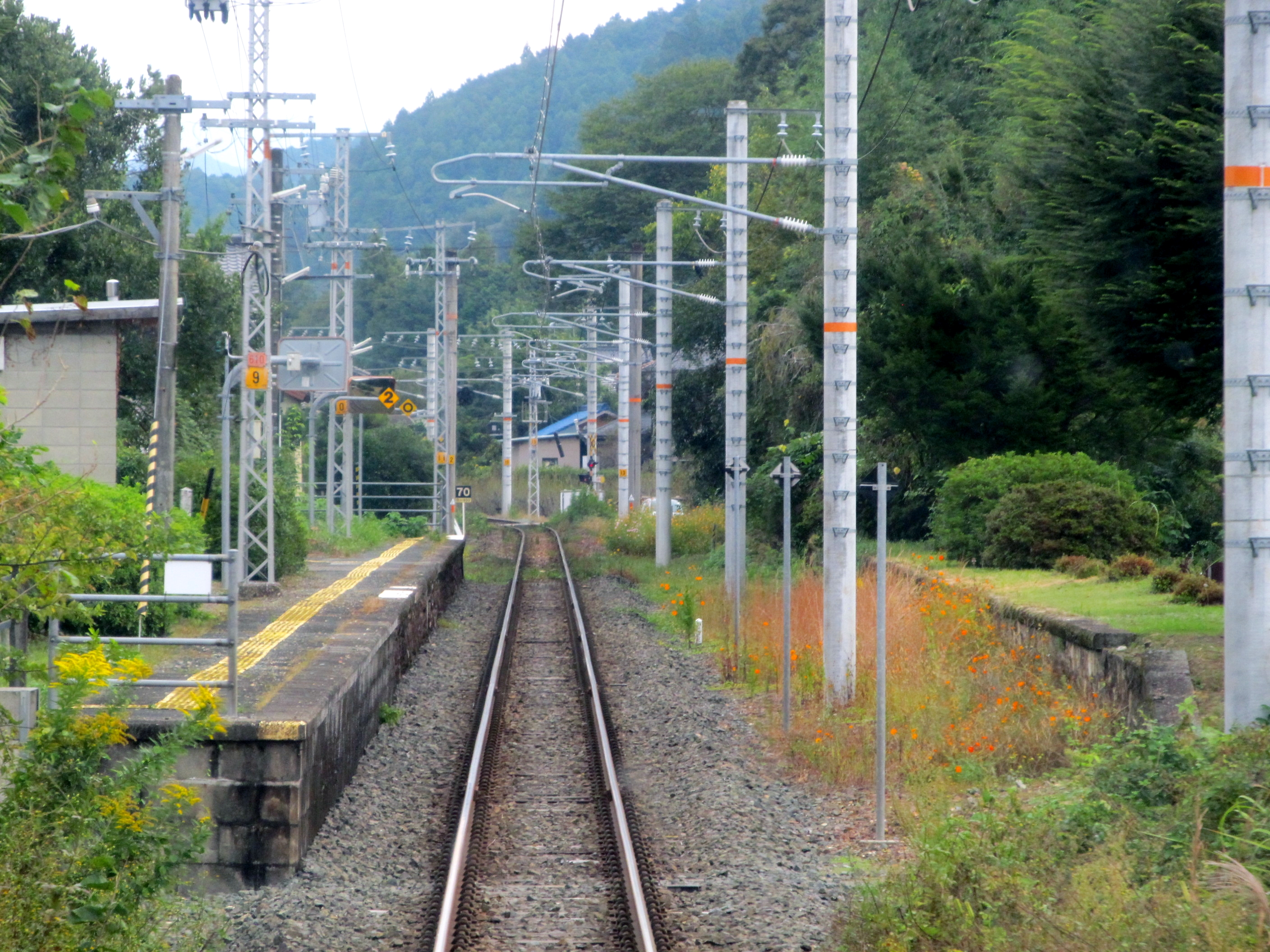
ホーム（2022年10月）

## 停車列車
長篠城駅には、豊橋方面（上り）・飯田方面（下り）の双方共1時間当たり概ね1本（ラッシュ時は最大2本）の普通列車が停車する。特急「伊那路」と上りに設定されている快速列車は通過する。

## 駅周辺
- 長篠城址
- 国道151号
- 国道257号

## 隣の駅
東海旅客鉄道（JR東海）
CD 飯田線
■快速
通過
■普通
鳥居駅 - 長篠城駅 - 本長篠駅